# Pseudiragoides
Pseudiragoides ist eine Gattung von Schmetterlingen aus der Familie der Schneckenspinner (Limacodidae).

## Merkmale
Die Falter sind mittelgroß, einfarbig und haben eine bräunliche Grundfarbe. Die Fühler der Männchen sind 2/3 so lang wie die Costa der Vorderflügel, doppelt gekämmt und haben kurze Seitenäste (Rami). Die Vorderflügel sind gestreckt, die Costa ist leicht konkav. Im Diskalbereich befindet sich ein undeutlicher Fleck. Die Ader R5 des Vorderflügels ist mit den Adern R3 und R4 gestielt. Die Medialader ist ausgebildet, aber distal nicht verzweigt.
Bei den Genitalien der Männchen ist der Uncus schlicht, klein und mit einem großen apikalem Sporn versehen. Der Gnathos ist gut entwickelt und wird distal etwas schlanker. Die Valven sind langgestreckt und haben kleine sacculäre Fortsätze mit kräftigen apikalen Spornen. Die Transtillae sind kräftig, die Juxta ist abgeplattet. Der Aedeagus ist schlank und mit zwei caudad gerichteten bandförmigen apikalen Fortsätzen versehen.
Die Vertreter der Gattung ähneln habituell denen der Gattung Iragoides  Hering, 1931, allerdings ist der Apex der Vorderflügel nicht spitz. Die Fühler der Männchen sind länger und die Falter sind einfarbig. Die Valven der Männchen haben sacculäre Fortsätze mit apikalen Spornen. Der Aedeagus besitzt zwei apikale Fortsätze.
Für die Gattung werden folgende Apomorphien vermutet: zum einen der gut ausgebildete Sacculus der männlichen Valven mit kurzen sacculären Fortsätzen, die apikal große Sporne haben, und zum anderen der mit zwei caudad gerichteten bandförmigen Fortsätzen versehene Aedeagus.

## Verbreitung
Die Arten der Gattung wurden bisher im Osten Chinas und im Norden Vietnams nachgewiesen.

## Systematik und Etymologie
Die Benennung der Gattung erfolgte aufgrund der habituellen Ähnlichkeit ihrer Vertreter mit der Gattung Iragoides Hering, 1931. Als Typusart der Gattung wurde Pseudiragoides spadix Solovyev & Witt, 2009 bestimmt.
Gegenwärtig sind die folgenden Arten bekannt:
- Pseudiragoides spadix Solovyev & Witt, 2009
- Pseudiragoides itsova Solovyev & Witt, 2011
- Pseudiragoides florianii Solovyev & Witt, 2011